# ایل جودکی
ایل جودَکی یکی از ایل‌های لر از مردم بالاگریوه می‌باشد.دانشنامه ایرانیکا و ولادیمیر مینورسکی ایل جودکی را یکی از ایل‌های مردم بالاگریوه معرفی می‌کند.ایل جودکی بالاگریوه از بزرگترین ایل‌های و طایفه‌های استان لرستان است. مردم ایل جودکی در استان‌هایی ازجمله لرستان و بعد خوزستان ساکن هستند، همچنین بسیاری از آنها در استان‌های ایلام  و مازندران پراکنده‌اند.
معین الدین نظنزی در کتاب منتخب‌التواریخ از وجود ایلی به نام جودکی از طایفه‌های لر کوچک که با نام موضع (محل سکونت) خود مشهور هستند اشاره می‌کند می‌نویسد:
چنانچه تا پیش از این، ذکر رفت سبب وقوع لقب لری و کیفیت آن را یاد کرده‌ایم. این قوم در آن موضوع بسیار شدند و بعد از آن هر قبیله به جهت علفخواری (چرای احشام) رو به موضعی نهادند، بعضی به لقب پدر و بعضی به اسم موضعی که قرار گرفتند نام قبیله بدان مشهور شد، مثل روزبهانی، فضلی، داود عباسی، ایازکی، عبدالمالکی و ابوالعباسی که به نام پدر موسوم اند و سلوزی، جنگروی، لک، هسته، کوشکی، کارند، سنوبدی، الانی، زخوارکی، براوند (بیرانوند)، زنگنه، مانکره‌ای، رازی، سلگی و جودکی که به اسم مواضع خود مشهورند.

## تاریخ
سکونتگاه جودکی‌ها منطقه‌ای کوهستانی بین رودخانه دز تا خرم‌آباد و به‌طور دقیق‌تر منطقه بالاگریوه است. سکونتگاه این ایل با ایل‌های سکوند، پاپی، دیرکوند و بیرانوند مشترک است.
آرنولد ویلسون در حدود سال ۱۹۱۰ میلادی سکونتگاه جودکی‌ها را در مسیر خرم‌آباد تا دزفول معرفی می‌کند.
جودکی‌ها از کهنه تباران بالاگریوه و لرستان هستند. خان‌های جودکی دارای قلعه‌هایی همچون قلعه نصیر و قلعه رزه هستند، همچنین به گفته برخی منابع تیمور لنگ ۲۰ تن از مردان جودکی را در دوران اتابکان لر بکار گرفته است.
حتی در دوره افشاریان مظفرخان جودکی و جنگاورانی از ایل جودکی به سپاه نادر شاه پیوستند به گونه‌ای که مظفرخان به همراه پانزده هزار از سپاهیان به سرکوب حبشیان آشوبگر خوزستان پرداخت. همچنین جودکی‌ها در جنگ با هند نادرشاه را همراهی کردند و پیروزمندانه به لرستان بازگشتند.
در سالی که آغا محمد قاجار کشته شد و محمد خان زندیه لرستان آمد و درپی بازگرداندن تاج و تخت به زندیه بود. باجنگ‌هایی که با قاجارها نمود از سیلاخور به میان جودکی آمد و کردعلی و محمدتقی جودکی یاریش نمودن و در کنار بیرانوندها خان زند را پشتیبانی نمودند. فتحعلی شاه قاجاریه محمدخان فرمانبردار کزاز و ملایر، عباس آقادر نهاوند، تقی خان بروجردی و حسن خان والی فرمان داد که محمدخان زند و یارانش را بکشند، به‌دنبال این فرمان محمدولی خان قاجار با دوازده هزار سپاه به مرز جودکی در آبسرده آمد و خان زند و الوار در کوه گردبر سپاه قاجار شبیخون زدند و آسیب سختی به آنها وارد نمودند. سرانجام در شبی که محمدخان زند در قلعه رزه بود، ملک میرزاخان خزل فرمانروای قجری دزفول با سیصد سوار به آنها شبیخون زد که خان زند و بیشتر یارانش گرفتار شدند و شماری هم از آنها کشته شدند. ملک میرزاخان گرفتاران را به حسن خان والی داد و او هم آنها را گوشمالی داد و محمدخان زند را کور کرد و برای فتحعلی شاه فرستاد. محمدتقی جودکی از بزرگان کشته شده در این رخدادبود.

## وجه تسمیه نام
محققان با بررسی تحول واجی و آوایی از زبان فارسی باستان تا به امروز، همچنین بررسی زبانهای اکدی، عیلامی و هندواروپایی (آریایی) معتقدند که «یَاوتی‌یا» همان واژه «جودکی» امروزی است که ایلی از ایل‌های بالاگریوه است.
داریوش بزرگ «یَاوتی‌یا» را یکی از طایفه‌های پارس و قوم و قبیله وه یزدات (بردیا) به حساب می‌آورد.

## زبان
مردمان ایل جودکی به زبان لری بالاگریوه ای سخن می‌گویند.

## جمعیت
آلبرت هوتوم-شیندلر در دهه ۱۹۹۰ میلادی طایفه جودکی را با خانواری در حدود ۸۰۰ خانوار معرفی می‌کند. در برخی منابع دیگر این تعداد تا دهه ۱۹۳۰ میلادی ۶۰۰ خانواده معرفی شده است.
البته در زمان رضا شاه پهلوی از طایفه جودکی به شهرستان‌های ازنا، درود، بروجرد، شازند، قزوین و دزفول تبعید شدند و سالیان سال در این شهرستان‌ها زندگی می‌کنند
اسکار مان زبان‌شناس و پژوهشگر مسائل ایران و آسیای مرکزی در تحقیقی که در سال‌های ۱۹۰۱ تا ۱۹۰۷ میلادی صورت داده از یک گروه کوچک از جودکی‌ها به نام جوکیِ حسین‌آباد در پشتکوه نام می‌برد.

## تقسیمات ایلی
تیره‌ها و طایفه‌های ایل جودکی:
• هفت تخم  
- حیدروند
- بخشی‌وند
- آبسری
- میرزالی وند (اصالتا میرزالی‌های کهگیلویه)
- بابایی
- کرم‌وند
- مینه‌ای
- شهسواروند(اصالتا میرزالی‌های کهگیلویه)
- کایدی
- الهیاروند
- جودکی
- لنگونی
- لطوند (لئه‌وند)
- محمودوند
- سادات
- درویش
- مچمی وند
- عابدی
- محمدی‌های ساکن دورود
- مدیری
- بلاوسی
- آقامیرزایی (شامل ده طایفه)
- آقارضایی (شامل ۸ طایفه)
- براواسی
- انارویی
- باوه
- لوتی [۱۳]